# Santiago Botero
Santiago Botero Echeverry, född 27 oktober 1972 i Medellín, Antioquia, är en colombiansk före detta professionell tävlingscyklist.

## Karriär
Santiago Botero blev professionell 1996 med Kelme-Costa Blanca. Med det spanska stallet vann han bergsprigtävlingen i Tour de France 2000 samt en etapp. Han vann även en etapp på Vuelta a Andalucía 1999, en etapp i Paris-Nice 1999 och två etappsegrar i Vuelta a Espana 2001. Han vann också två etapper och slutade på fjärde plats sammanlagt i Tour de France 2002. På världsmästerskapens tempolopp 2001 slutade han på en tredje plats efter tysken Jan Ullrich och skotten David Millar. Botero revanscherade sig året efter, 2002, då han cyklade hem världsmästerskapens tempolopp i Zolder, Belgien, 8 sekunder före Michael Rich.
Botero tävlade för Kelme till och med säsongen 2003 då han valde att fortsätta sin karriär i det tyska Team Telekom, där han bland annat blev stallkamrat med Jan Ullrich. 
Botero skrev i oktober 2004 på kontakt med Phonak Hearing Systems och stannade med dem till stallet sparkade honom 2 juli 2006 eftersom hans namn fanns med bland de dopningsmisstänkta cyklisterna i Operación Puerto. I oktober 2006 blev han friad från misstankar av det colombianska cykelförbundet och i februari 2007 blev han kontrakterad av det colombianska cykelstallet UNE-Orbitel i Bogotá. 
I maj 2005 vann Botero det schweiziska loppet Romandiet runt, 33 sekunder framför Damiano Cunego. Han vann också det individuella tempoloppet på Dauphiné Libéré framför amerikanerna Levi Leipheimer och Lance Armstrong. Under samma tävling vann han även den sjätte etappen, en bergsetapp, och slutade tvåa i tävlingen sammanlagt. 
Botero tävlade under 2008 för det amerikanska stallet Rock Racing, men efter att ha fått en dotter det året valde han att fortsätta sin karriär närmare hemmet i Colombia. Under säsongen 2008 vann Santiago Botero etapp 2 av Redlands Bicycle Classic, innan det blev klart i slutet av tävlingen att han hade vunnit den sammanlagt. Han vann också prologen på Vuelta a Colombia, innan han vann etapp 1 av Cascade Classic. I augusti slutade han på sjunde plats i linjeloppet i de Olympiska sommarspelen 2008 i Peking bakom Samuel Sanchez, Davide Rebellin, Fabian Cancellara, Aleksandr Kolobnev, Andy Schleck och Michael Rogers. 
Under säsongen 2009 vann colombianen nationsmästerskapens tempolopp innan han en månad senare vann etapp 7 av Vuelta a Colombia före Freddy Montaña och José Humberto Rujano Guillén. Han vann även etapp 1 av Clásica Carmen del Viboral. I tävlingens slutsammanställning tog han hem andra platsen bakom Mauricio Ortega.

## Meriter
Tour de France
 Bergspristävlingen – 2000
3 etapper
Vuelta a España, 3 etapper
Romandiet runt – 2005
Vuelta a Colombia – 2007
 Världsmästerskapens tempolopp – 2002
 Nationsmästerskapens tempolopp – 2007, 2009

## Stall
- Kelme-Costa Blanca 1996–2002
- Team Telekom 2003
  -  T-Mobile Team 2004
- Phonak Hearing Systems 2005–2006
- UNE-Orbitel 2007
- Rock Racing 2008